# La Grande Évasion (film, 1963)
Pour les articles homonymes, voir La Grande Évasion.
Ne doit pas être confondu avec La Grande Illusion.
Pour plus de détails, voir Fiche technique et Distribution.
La Grande Évasion (The Great Escape) est un film américain de John Sturges, sorti en 1963.
Avec, entre autres, dans les rôles principaux les acteurs Steve McQueen, James Garner et Richard Attenborough, le film relate l'évasion massive de soldats alliés du Stalag Luft III à Sagan (maintenant Żagań en Pologne), dans la province de Basse-Silésie au cours de la Seconde Guerre mondiale. Basé sur le récit de Paul Brickhill tiré du livre adapté, le scénario du film porte sur des faits intégralement vrais.
Les personnages du film sont basés sur les vrais protagonistes de l'histoire mais, pour certains cas, ce sont des composites de plusieurs d'entre eux. Par ailleurs, de nombreux détails de la tentative d'évasion réelle ont été modifiés pour le film. Notamment, le rôle du personnel américain dans la planification de l'évasion et de son exécution a été en grande partie fabriqué.
Le film est devenu très populaire et l'un des films les plus rentables de l'année, Steve McQueen remportant le prix du meilleur acteur au Festival international du film de Moscou ; il est depuis considéré comme un classique du genre. Le film est également remarquable pour sa scène de poursuite à moto et sa célèbre scène de saut d'une barrière, considérée comme l’une des meilleures cascades jamais réalisées,,.

## Synopsis
En 1943, durant la Seconde Guerre mondiale, des aviateurs britanniques, canadiens, australiens, polonais et américains qui ont déjà essayé de s'évader se retrouvent dans un camp de prisonniers de la Luftwaffe (Stalag Luft III).
Les prisonniers profitent alors de leurs conditions de vie relativement confortables pour organiser une fuite collective (prévue pour 250 personnes) via trois tunnels. Soixante-seize d'entre eux réussissent à s'enfuir via le tunnel « Harry » avant que l'alerte ne soit donnée. Mais la plupart sont repris et cinquante sont exécutés par les Allemands.

## Fiche technique
- Titre : La Grande Évasion
- Titre original : The Great Escape
- Réalisation : John Sturges, assisté de John Flynn (non crédité)
- Scénario : James Clavell et W. R. Burnett, d'après le récit de Paul Brickhill
- Musique : Elmer Bernstein
- Directeur de la photographie : Daniel L. Fapp
- Montage : Ferris Webster
- Direction artistique : Fernando Carrere
- Décorateur de plateau : Kurt Ripberger
- Maquillage : Emile LaVigne (artiste maquillage) et Jay Sebring (coiffeuse : Steve McQueen, James Garner)[a]
- Effets spéciaux : A. Paul Pollard
- Cascadeurs : Bud Ekins (en) (doublure de Steve McQueen)[a], Tim Gibbs, Chuck Hayward (en), Roy Jenson et Roy N. Sickner (cascades)[a] et Robert Relyea (cascades pilotes)[a]
- Assistants réalisateurs : Jack N. Reddish et John Flynn[a]
- Producteurs : James Clavell[a] et John Sturges
- Directeurs de production : Allen K. Wood (superviseur de production) et Hubert Fröhlich (manager production)[a]
- Société de production : Mirisch Company
- Sociétés de distribution :  et  United Artists (cinéma)
- Langues : anglais, allemand, français et russe
- Format : tourné en 2.35:1, 35mm, Panavision et couleur - son 4-Track stereo (Westrex Recording System)
- Budget : 4 millions de dollars
- Box-office  États-Unis : 11 744 471 dollars[6]
- Box-office  France : 8 756 631 entrées[7]
- Pays de production :  États-Unis
- Genre : guerre
- Durée : 165 minutes
- Dates de sorties en salles :
  - Royaume-Uni : 20 juin 1963 (première à Londres)
  - États-Unis : 4 juillet 1963
  - Allemagne de l'Ouest : 29 août 1963
  - France : 11 septembre 1963
- Affiche : Gilbert Allard (France)

## Distribution
- Steve McQueen (VF : Henry Djanik) : le capitaine Virgil Hilts, alias « Le roi du frigo » (The Cooler King)
- James Garner (VF : Jean-Claude Michel) : le capitaine Bob Hendley, alias « Le chapardeur » (The Scrounger)
- Richard Attenborough (VF : Georges Descrières) : le commandant Roger Bartlett, alias « Le grand X » (Big X)
- James Donald (VF : Jean Lagache) : le colonel Ramsey (SBO, Senior British Officer)
- Hannes Messemer (VF : Howard Vernon) : le commandant Von Luger (The Kommandant)
- James Coburn (VF : Jean-Pierre Duclos) : Louis Sedgwick, alias « Le matériel » (The Manufacturer)
- Charles Bronson (VF : Claude Bertrand) : le lieutenant Daniel Wellinski, alias « Danny, le roi du tunnel » (Tunnel King)
- Donald Pleasence (VF : Roger Carel) : Colin Blythe, alias « Le faussaire » (The Forger)
- David McCallum (VF : Jacques Chevalier) : le lieutenant-colonel (Commander) Eric Ashley-Pitt, alias « Dispersion » (Dispersal)
- Gordon Jackson (VF : René Arrieu) : Sandy MacDonald, alias « Le renseignement » (Intelligence)
- Nigel Stock (VF : Albert de Médina) : le lieutenant Denis Cavendish, alias « Le métreur » (The Surveyor)
- John Leyton : (VF : Jean Fontaine) : le capitaine William Dickes, alias « Willie, le roi du tunnel » (Tunnel King)
- Angus Lennie (VF : Jacques Marin) : Archibald Ives, alias « La taupe » (The Mole)
- Robert Graf (VF : Jacques Dynam) : Werner, alias  « La fouine » (The Ferret)
- Jud Taylor : Goff
- Hans Reiser (VF : Raymond Loyer) : Herr Kuhn, membre de la Gestapo
- Harry Riebauer : Strachwitz
- William Russell : Sorren, alias « Sécurité »
- Robert Freitag : le capitaine Posen
- Ulrich Beiger : Preissen, membre de la Gestapo
- George Mikell : le lieutenant SS Dietrich
- Lawrence Montaigne : Haynes, alias  « Diversion »
- Robert Desmond (en) : Griff, alias « Tailleur »
- Til Kiwe : Frick
- Heinz Weiss : Kramer
- Tom Adams : Dai Nimmo , alias « Diversion »
- Karl-Otto Alberty : l'officier SS Steinach

## Production

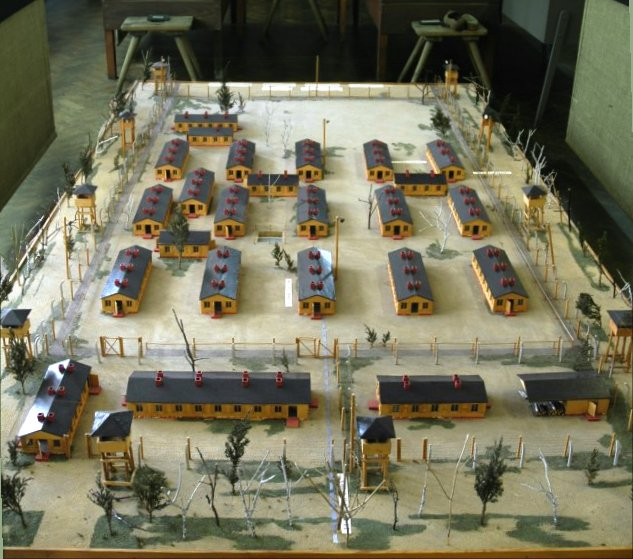
Maquette du décor utilisé pour filmer La Grande Évasion qui décrit une version plus petite d'une des enceintes du Stalag Luft III. La maquette est maintenant au musée où se trouvait le camp de prisonniers.

### Inspiration
Ce film est une adaptation du récit du même nom de Paul Brickhill, lui-même interné au Stalag Luft III, où les événements se déroulèrent. Lors de l'évasion qui a servi de base au scénario, il n'y avait qu'un seul Américain membre de l'armée britannique dans le camp, le major Johnnie Dodge, qui fut repris et envoyé à Oranienburg-Sachsenhausen.[réf. souhaitée]
Le personnage de Bartlett est directement inspiré de Roger Bushell.
Pour les détails techniques du creusement du tunnel, l'équipe de Sturges aurait consulté des résistants français qui se sont évadés du camp de Voves en creusant un tunnel long de 148 m, entre février et mai 1944.

### Attribution  des rôles
L'affiche du film fut l'une des plus prestigieuses de l'époque avec une dizaine de stars d'envergure internationale. Le réalisateur John Sturges réussit même à reprendre trois comédiens (McQueen, Bronson et Coburn) qui avaient contribué au succès des Sept mercenaires en 1960.

### Tournage
Le tournage se déroule du 4 juin 1962 au mois d'octobre. Le film fut tourné en Bavière et à Munich, ainsi que dans les studios de Bavaria Film et dans la forêt allemande (la production a d'ailleurs dédommagé le gouvernement en achetant 2 000 graines d'arbres pour repeupler la forêt abîmée par le tournage).

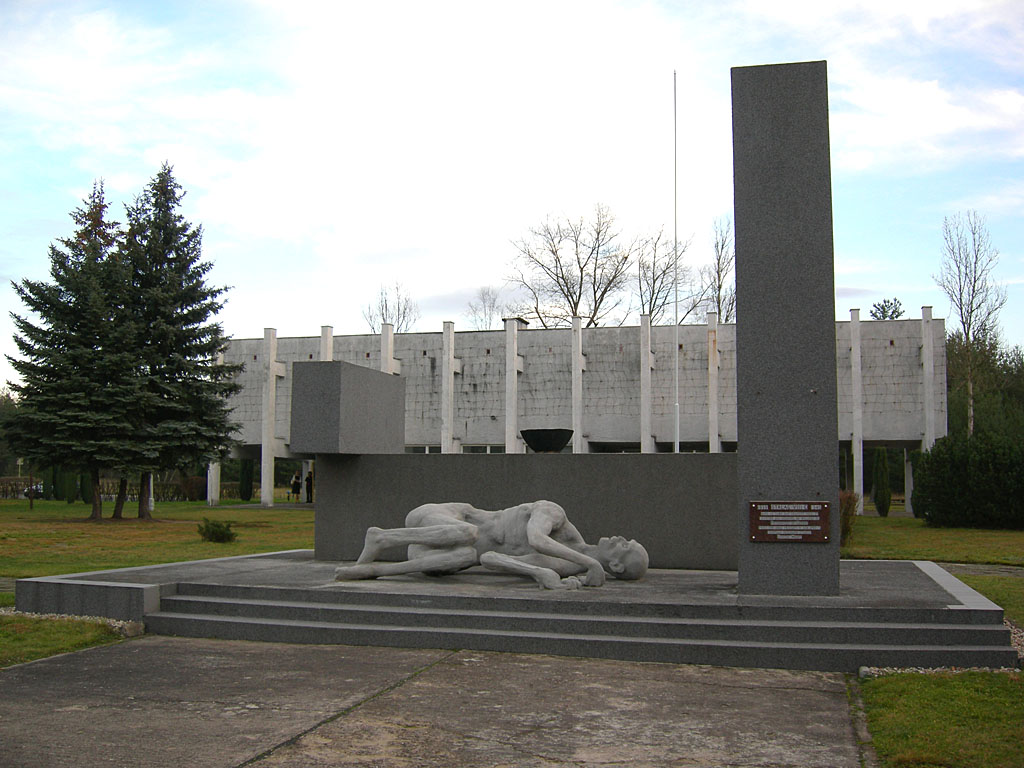
Le musée des Stalag de Żagań.
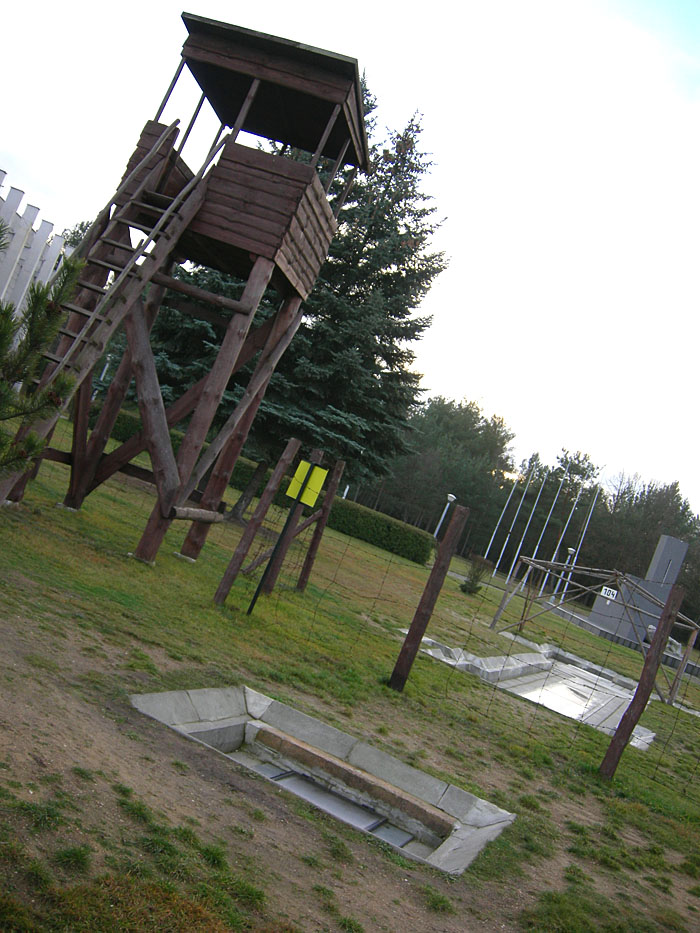
Reconstitution du tunnel « Harry » devant le musée.
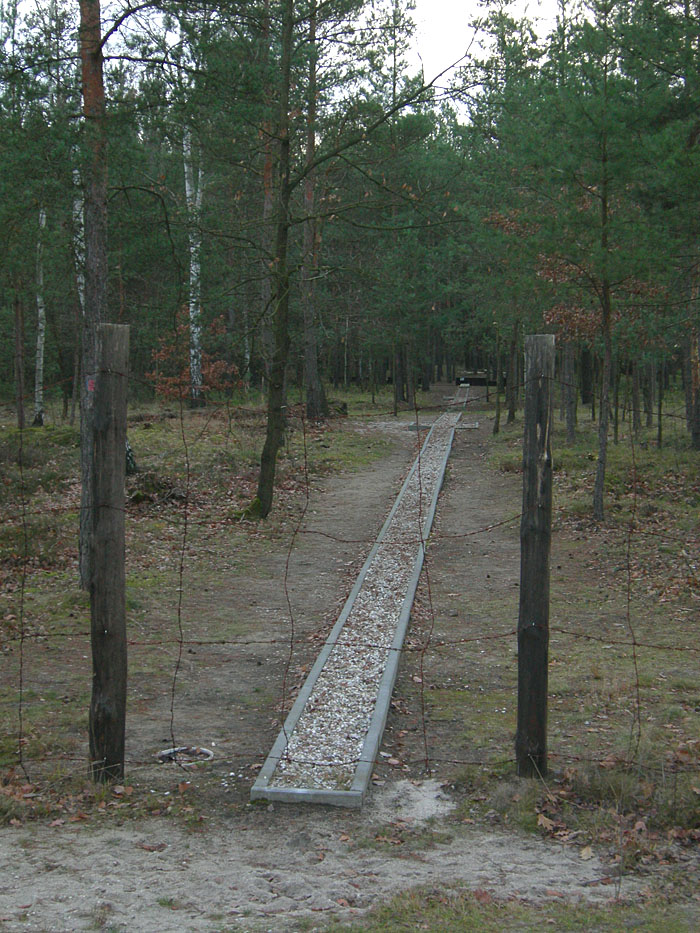
Le vrai tunnel « Harry » vu de l'extérieur du camp.
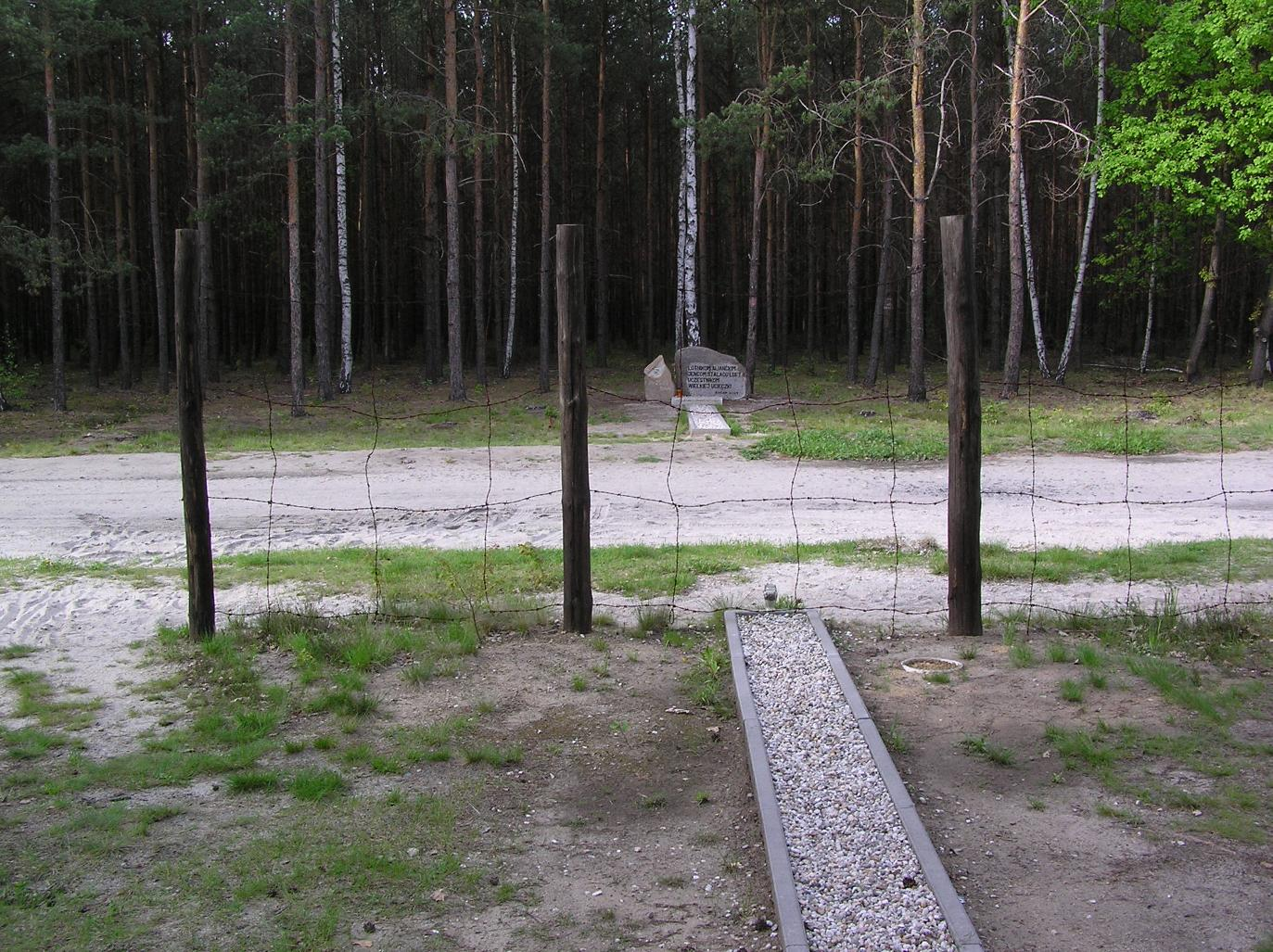
La fin du vrai tunnel « Harry » (vu du camp) de l'autre côté de la route, montrant comment il n'atteint pas le couvert des arbres.

## Accueil

### Avant-première
L'avant-première du film a eu lieu le 20 juin 1963 à Londres, au Royal Leicester Square Odeon West End .

## Distinctions

### Récompense
- 1963 : prix du Meilleur acteur pour Steve McQueen au Festival international du film de Moscou 1963.

### Nominations
- 1963 : nomination au Grand Prix International du film de Moscou
- [Quand ?] : nomination au prix Best Written American Drama lors de la cérémonie des Writers Guild of America (James Clavell, W.R. Burnett) pour l'adaptation du scénario original.
- 1963 : nomination au National Board of Review dans la catégorie Top Ten Films of Year[10].
- 1964 : nomination à l'Oscar du meilleur montage lors de la 36e cérémonie des Oscars pour Ferris Webster.
- 1964 : nomination au Golden Globe du meilleur film dramatique lors de la 21e cérémonie des Golden Globes pour John Sturges

## Autour du film

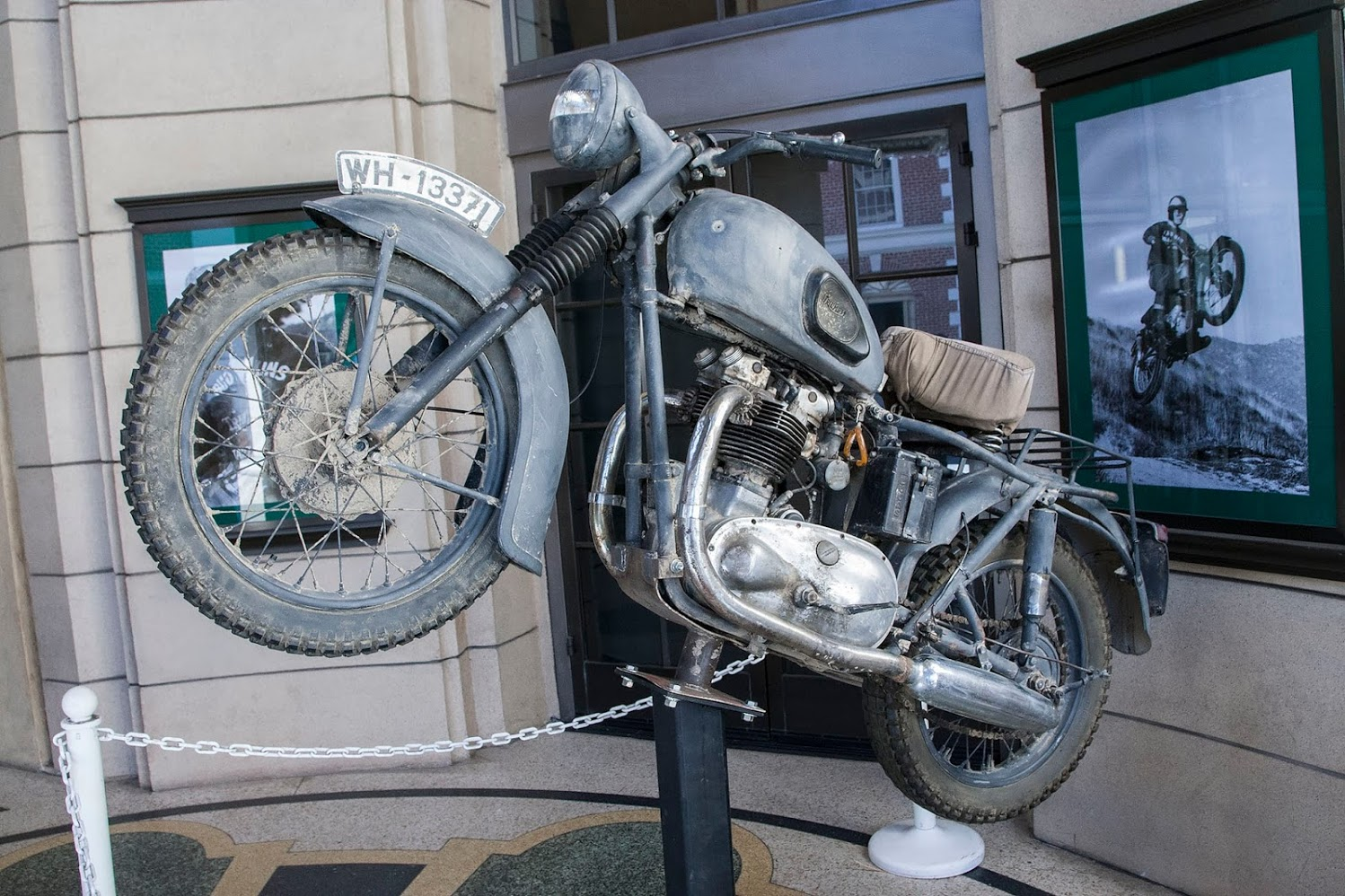
La moto Triumph Trophy TR6 utilisée par le cascadeur Bud Ekins (doublure de Steve McQueen) dans le film.

- La moto conduite par Steve McQueen, une Triumph Trophy TR6 de 1961, est presque la même que celle de Fonzie dans la série télévisée Happy Days, une TR5 de 1949.
- Toutes les cascades à moto ont été réalisées par Steve McQueen lui-même, sauf une : à la frontière suisse, c'est le cascadeur Bud Ekins (en) qui réalise le saut de 3,70 mètres de haut et 20 mètres de long (c'est d'ailleurs Ekins qui fournira la TR5 de Fonzie[réf. souhaitée]). La scène fut réalisée en une seule prise. Steve McQueen ira même jusqu'à piloter une autre moto dans cette scène, en jouant le rôle d'un poursuivant allemand.[réf. souhaitée]
- C'est Steve McQueen qui est parvenu à imposer sa marque favorite sur le film, Kenny Howard ayant la tâche de la faire ressembler à une BMW[11].
- Les Alliés, comme les Allemands, attachaient un grand prix pour la récupération de pilotes qualifiés dont la formation était coûteuse et longue. C'est pourquoi le maréchal Wilhelm Keitel ordonna l'exécution de ceux qui furent repris. Ce crime de guerre sera l'un des chefs d'accusation portés contre Keitel au procès de Nuremberg, pour lequel il sera condamné à mort et exécuté.[réf. nécessaire]
- Le Stalag Luft III fut reconstitué pratiquement à l'identique de celui d'origine [réf. souhaitée]. Il est aujourd'hui visible à Żagań, en Pologne occidentale, non loin de la frontière allemande. Un musée y relate l'histoire des Stalag.
- Lorsque James Coburn est assis au bistrot, il lit le journal Libération, à l'époque un journal issu de la Résistance française et qui donc ne se lisait pas ouvertement.
- Dans le film, la frontière suisse est matérialisée par des barbelés en pleine campagne de Haute-Bavière (Allemagne). En réalité, la frontière entre la Haute-Bavière et la Suisse se situe sur le lac de Constance (Bodensee) à Nonnenhorn, Lindau am Bodensee et Lochau (frontière Germano-Autrichienne), et près de la petite ville de Sankt Margrethen (Suisse, canton de Saint-Gall).[réf. souhaitée]
- Malgré l’engouement suscité par le film, sa projection en Union soviétique provoqua un mini-scandale. En effet le public soviétique s’indigna du traitement et des conditions de détention des prisonniers russes par rapport aux prisonniers britanniques et américains[12].

## Œuvre dérivée
- 1988 : La Grande Évasion 2 (The Great Escape II : the untold story), téléfilm américain de Paul Wendkos et Jud Taylor, avec Christopher Reeve dans le rôle principal. Ce téléfilm propose une suite de La Grande Évasion : des rescapés du camp traquent les auteurs du massacre final pour les traîner devant un tribunal.

## Dans la culture populaire

### Cinéma
- Les films d'animation Chicken Run (2000) et Toy Story 3 (2010) s'inspirent du film pour le concept de l'évasion.
- Dans Once Upon a Time… in Hollywood (2019) de Quentin Tarantino, lorsque le personnage de Rick Dalton (Leonardo DiCaprio) confie avoir figuré sur la « short list » des acteurs retenus par John Sturges pour jouer dans La Grande Évasion, une brève parenthèse le voit endosser le rôle du capitaine Virgil Hilts en lieu et place de Steve McQueen[13].

### Télévision
- Dans la série Stranger Things, la quatrième saison s'inspire du film[14].
- Dans la serie animée Les Simpson (saison 4, épisode 2, « Un tramway nommé Marge »), plusieurs scènes du film sont parodiées ; on y entend aussi la même musique.
- Dans la série Masters of the Air, les épisodes 5 et 6 font directement allusion aux événements qui ont inspiré le film ; plusieurs éléments de la série font aussi référence au film lui-même.

### Jeu vidéo
- Dans Metal Gear Solid 3 : Snake Eater, lors de la « Mission Vertueuse », le Major Zero choisit le nom de code « Major Tom », expliquant à Naked Snake qu’il a choisi ce nom de code en référence au « Tunnel Tom », après avoir vu La Grande Évasion au cinéma, pensant que ce nom porterait bonheur à la réussite de l’opération car il croyait (à tort) qu'il s'agissait du tunnel utilisé par les prisonniers.

### Manga
- Dans 20th Century Boys, la jeune bande de Kenji fait référence au film, duquel Shôgun s'inspire pour son évasion.